# Chionophasma
Chionophasma este un gen de molii din familia Lymantriinae.